# Hostage Rescue Team
Hostage Rescue Team zkrátkou HRT (česky Tým pro záchranu rukojmích) je policejní taktická jednotka FBI, která má za úkol reagovat na závažné incidenty, kterými jsou teroristické akce nebo zadržování rukojmích. HRT je schopen do čtyř hodin od obdržení výzvy být v akci. Obvykle spolupracuje také s krizovou vyjednávací jednotkou a týmem SWAT. Jednotka měla k lednu 2020 149 členů zaměstnaných na plný úvazek.

## Historie
Tato policejní taktická jednotka byla založena roku 1982, ale reálně funguje od srpna roku 1983. Do té doby Spojené státy americké neměly žádnou civilní protiteroristickou taktickou jednotku. HRT vznikl mimo jiné taky z důvodu příprav na letní olympijské hry 1984 v Los Angeles, při kterých si plánovači byli vědomi tragédie na letních olympijských hrách v Mnichově v roce 1972, kdy bylo uneseno a následně zavražděno 11 izraelských hráčů. V červnu 1982 probíhal první nábor, který se skládal ze tří skupin po třiceti uchazečích. Kandidáti byli většinou zkušení členové SWAT teamu. Nakonec bylo vybráno 50 uchazečů, aby pokračovali v pokročilém výcviku.

## Současnost

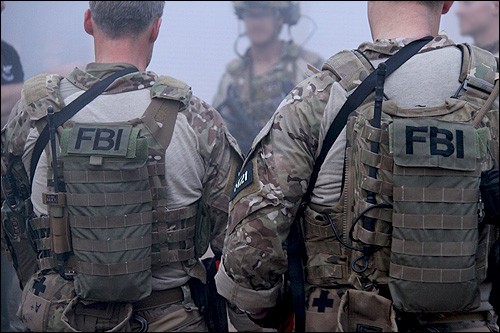
Hostage Rescue Team

Hostage Rescue Team se zaměřuje hlavně na boj proti terorismu a záchranu rukojmích. Disponují také vyškolenými odstřelovači, provádějí záchranné mise z vrtulníků nebo pomáhají personálu FBI v zámoří. Tým se skládá ze zvláštních agentů FBI, kteří se k HRT mohou přidat až po dvou letech zkušeností s vyšetřováním.

## Výzbroj
Jednotka HRT využívá různé střelné zbraně. Mezi nimi jsou pistole Glock 22 ráže .45 ACP či Springfield Armory Professional 1911-A1 taktéž ráže .45 ACP. Ze samopalů používají především Heckler & Koch MP5. Využívají se také karabiny M4, z brokovnic pak Benelli M4 a opakovací Remington Model 870. Ve výzbroji mají i kulomety M60.